# Sées
Sées is een gemeente in het Franse departement Orne (regio Normandië). De gemeente maakt deel uit van het arrondissement Alençon. De gemeente telde 4.182 inwoners op 1 januari 2022.
Sées is de zetel van het Bisdom Séez.

## Geschiedenis

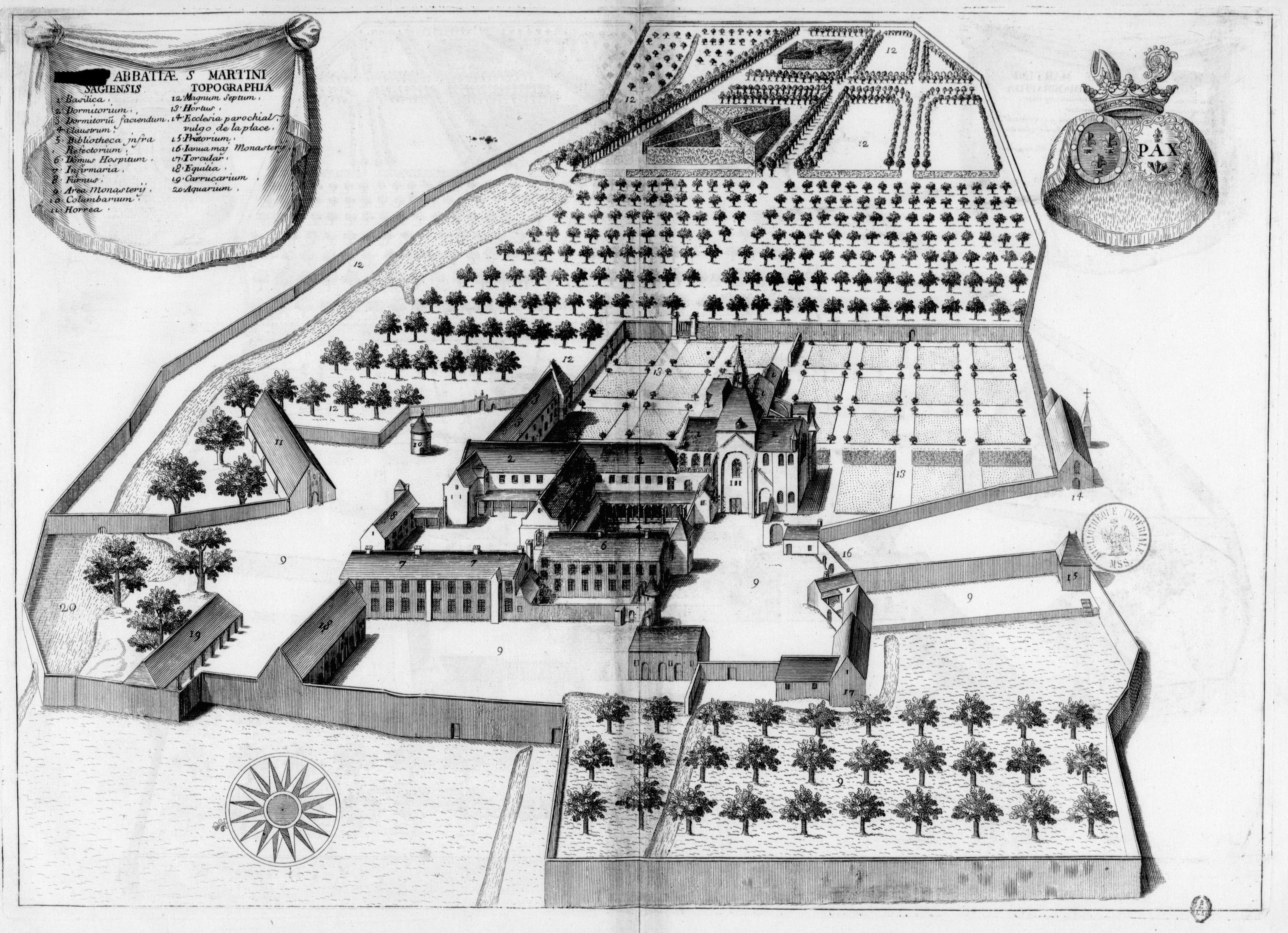
De Abdij Saint-Martin in de 17e eeuw (uit Monasticon Gallicanum

De naam Sées is afgeleid van de Gallische stam van de Sagii. Zij bouwden hier hun hoofdstad. De stad bleef bestaan tijdens de Gallo-Romeinse periode en zou rond 440 een bisschopszetel zijn geworden met Latuinus als eerste bisschop. Een eerste primitieve kathedraal werd gebouwd op de plaats van een afgebroken heidense tempel. In de 6e eeuw kwam er een benedictijner abdij in de stad. In de 9e eeuw werd de stad herhaaldelijk geplunderd door de Vikingen.
In de 10e eeuw herstelde de stad zich en groeide vanuit drie centra: Bourg-L’Évêque rond de kathedraal op de noordelijke oever van de Orne, Bourg-Le-Comte rond een kasteel van de graaf van Alençon en Bourg-L’Abbé rond de Abdij Saint-Martin, beide op de zuidelijke oever van de Orne. In 1150 veroverde koning Lodewijk VII van Frankrijk de stad op Godfried V van Anjou, de hertog van Normandië, en liet de stad plunderen en de kathedraal in brand steken. In de 13e eeuw kwam er een franciscaner klooster in de stad en in de 17e eeuw volgden nog verschillende kloosterordes. Tijdens de 16e eeuw had de stad te lijden onder de Hugenotenoorlogen. Pas in de 18e eeuw was de vereniging van deze drie centra compleet en vormde Sées één stad. In die periode werden de stadsmuren afgebroken, werd de Orne gekanaliseerd en werd het moeras ten westen van de stad drooggelegd.
In de 19e en 20e eeuw breidde de stad zich uit buiten de vroegere stadsomwalling, vooral naar het noorden en het zuiden, langs de verkeerswegen en het treinstation.

## Geografie
De oppervlakte van Sées bedroeg op 1 januari 2022 40,31 vierkante kilometer; de bevolkingsdichtheid was toen 103,7 inwoners per km². De Orne stroomt door de gemeente.
De stad is verdeeld in drie wijken die overeenkomen met de drie middeleeuwse centra: quartier de la cathédrale, quartier Saint-Pierre en quartier de l’abbaye Saint-Martin.
De onderstaande kaart toont de ligging van Sées met de belangrijkste infrastructuur en aangrenzende gemeenten.

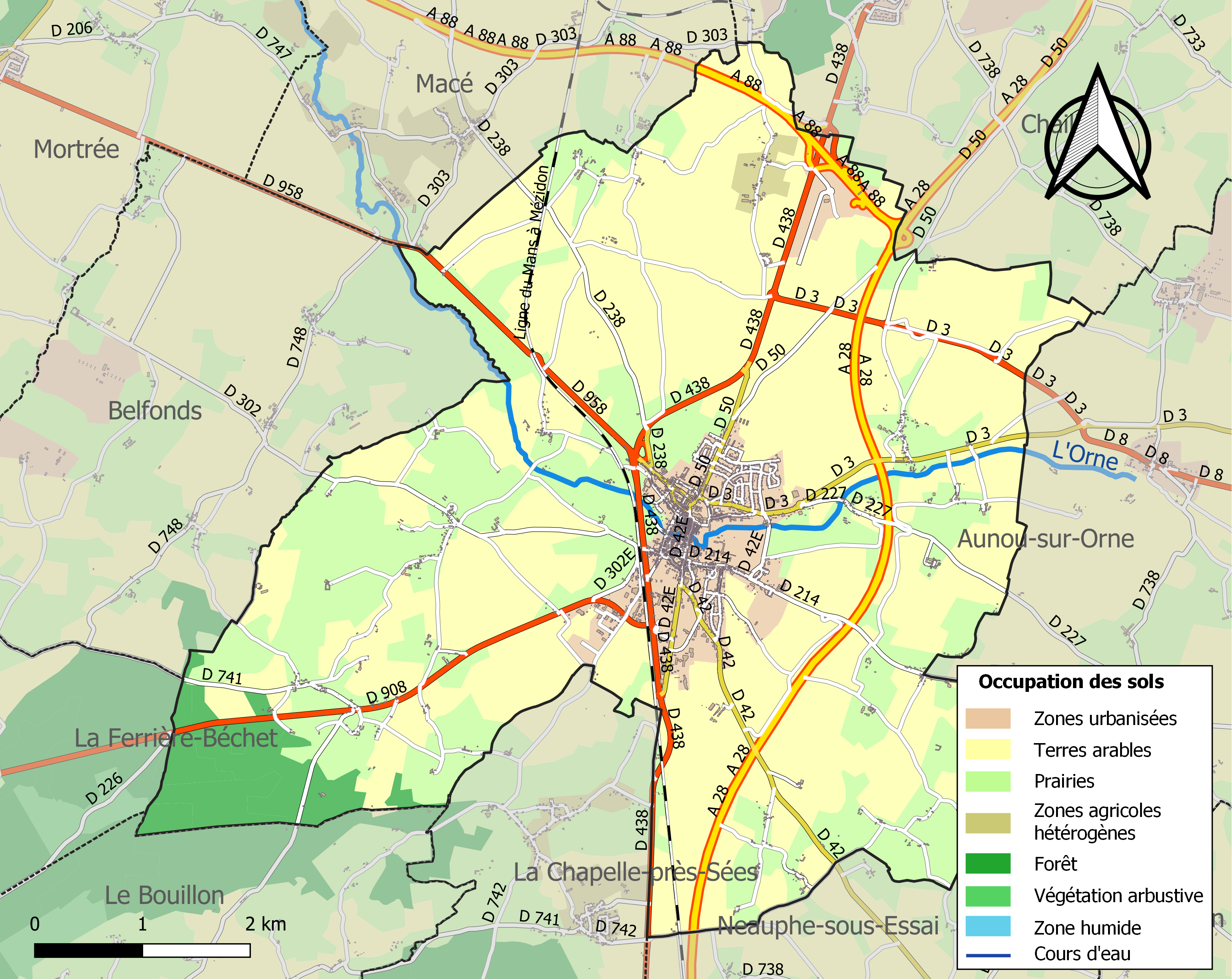

## Bezienswaardigheden
In de gemeente liggen elf gebouwen die beschermd zijn als historisch monument.
Bezienswaardigheden zijn:
- De kathedraal, de Cathédrale Notre-Dame
- Musée départemental d'art religieux, museum van religieuze kunst
- Palais d'Argentré, bisschoppelijk paleis uit de 18e eeuw met twee tuinen

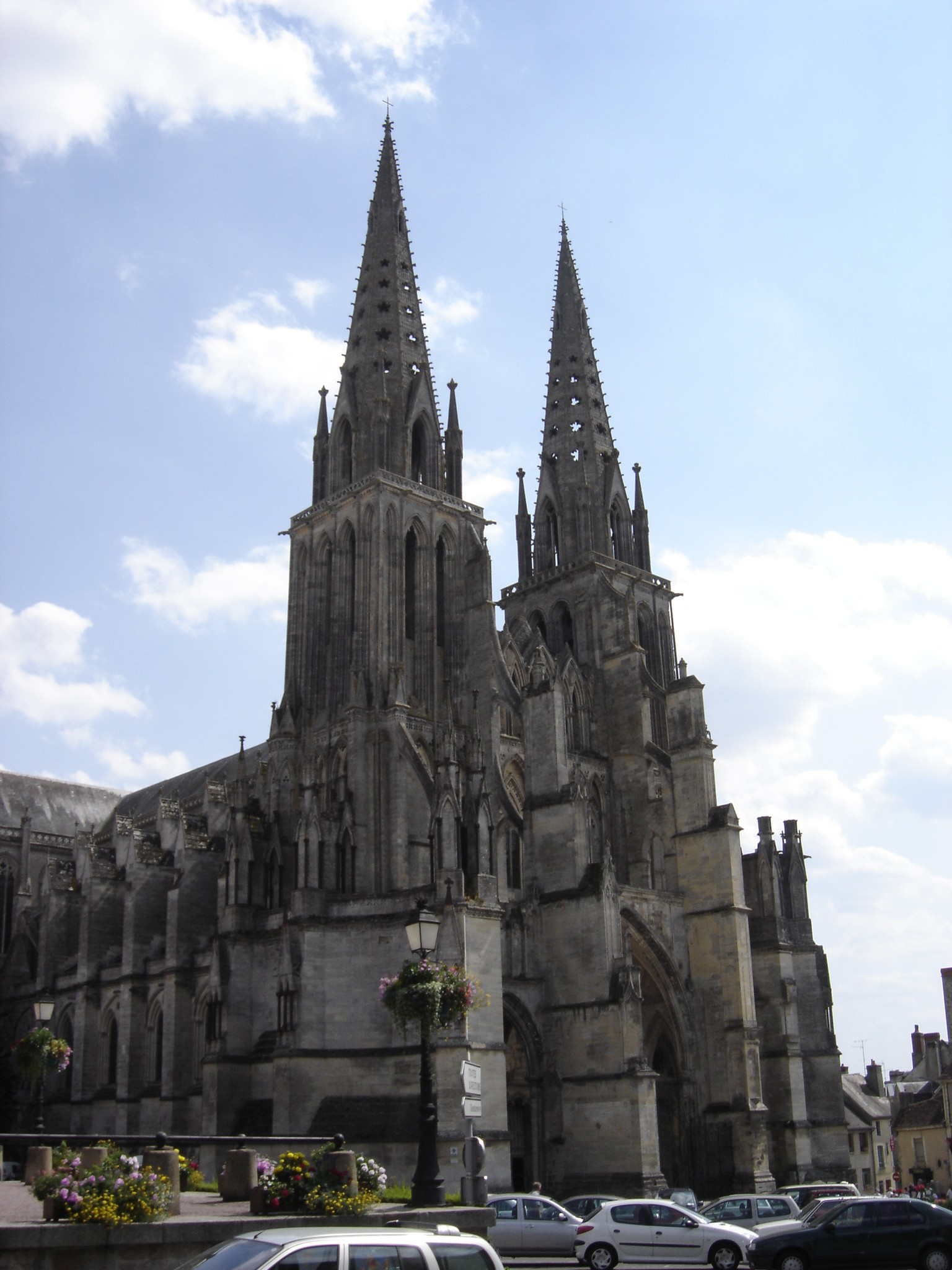
Kathedraal van Sées
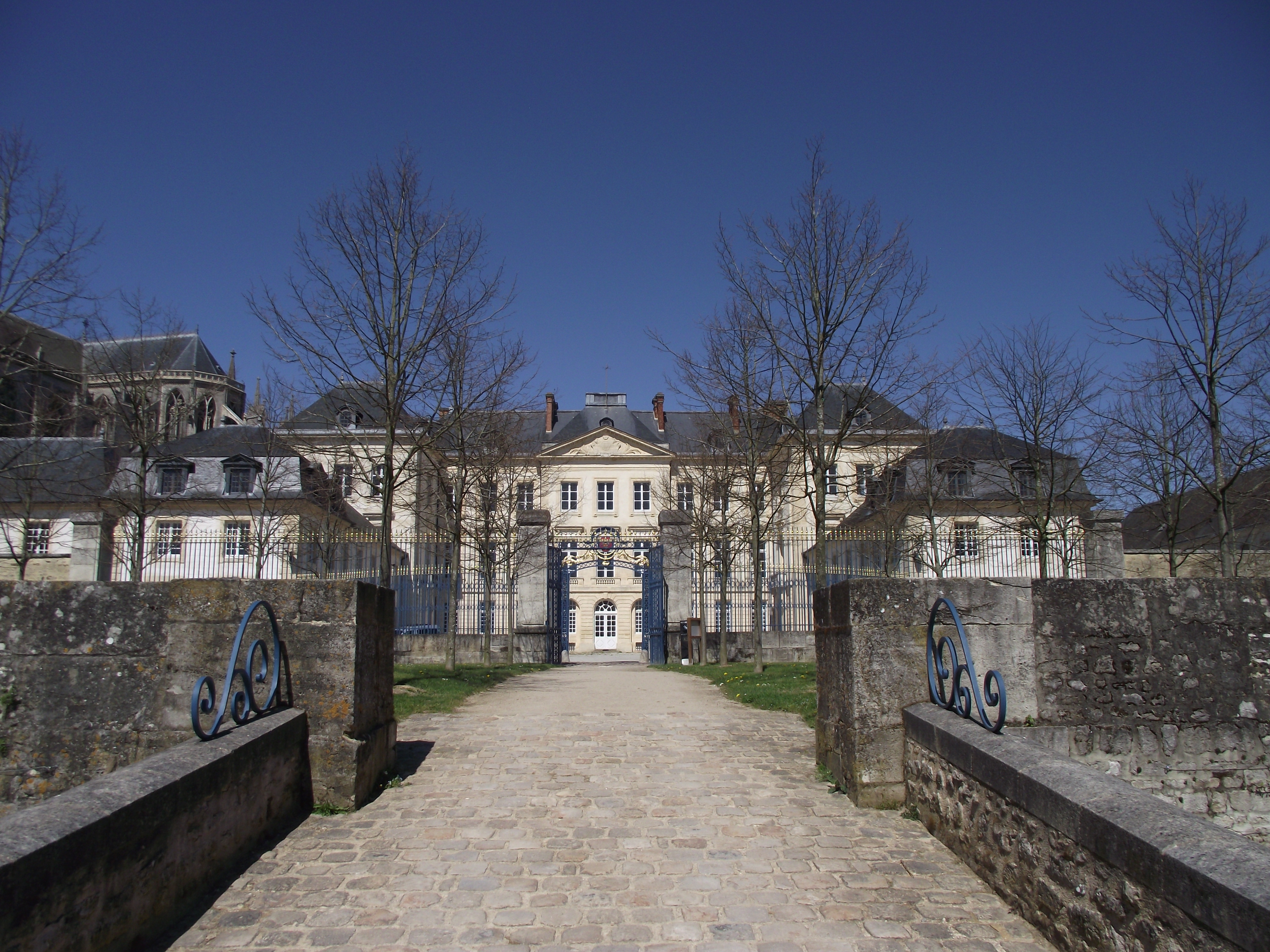
Palais d'Argentré
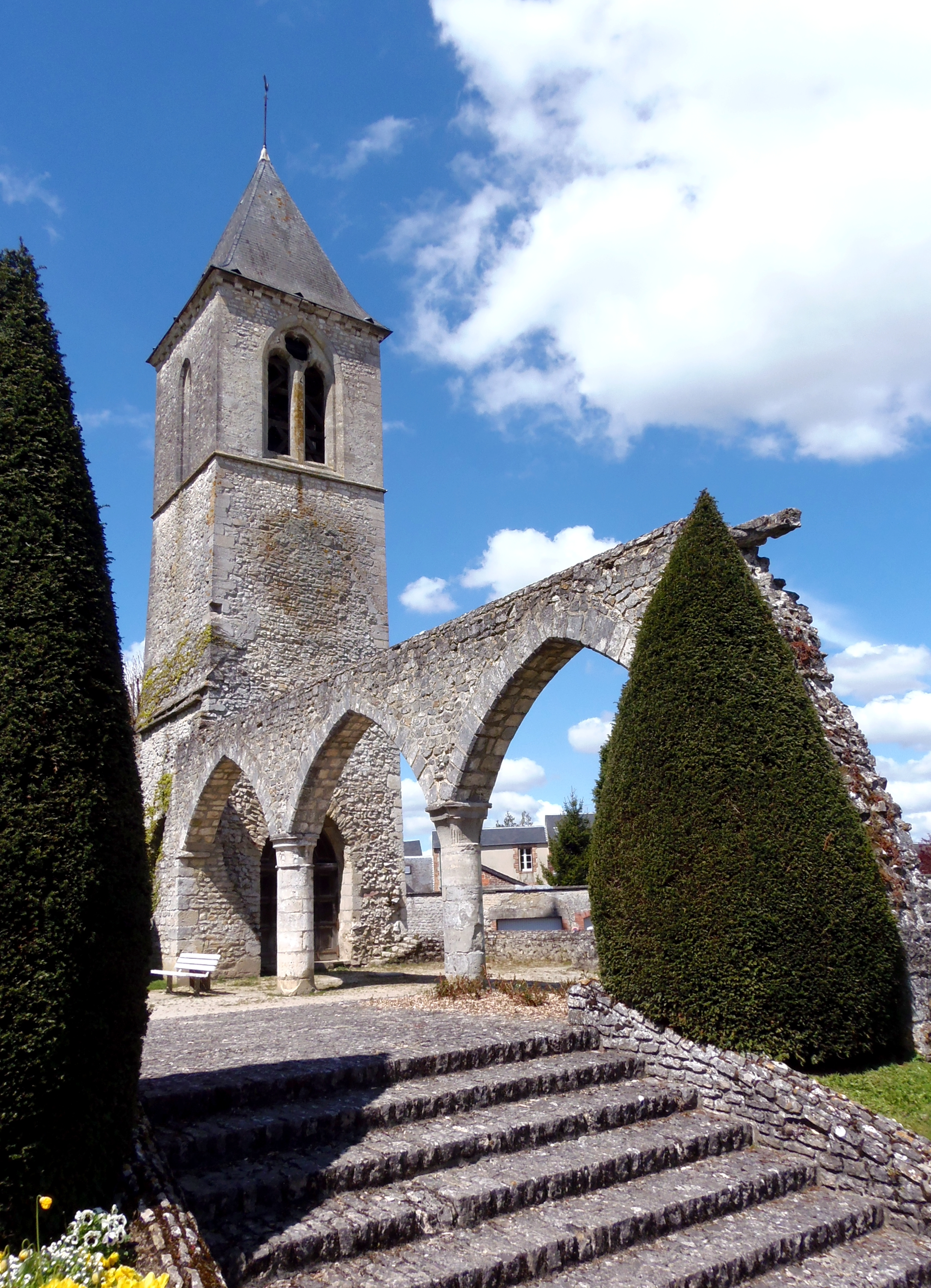
Église Saint-Pierre
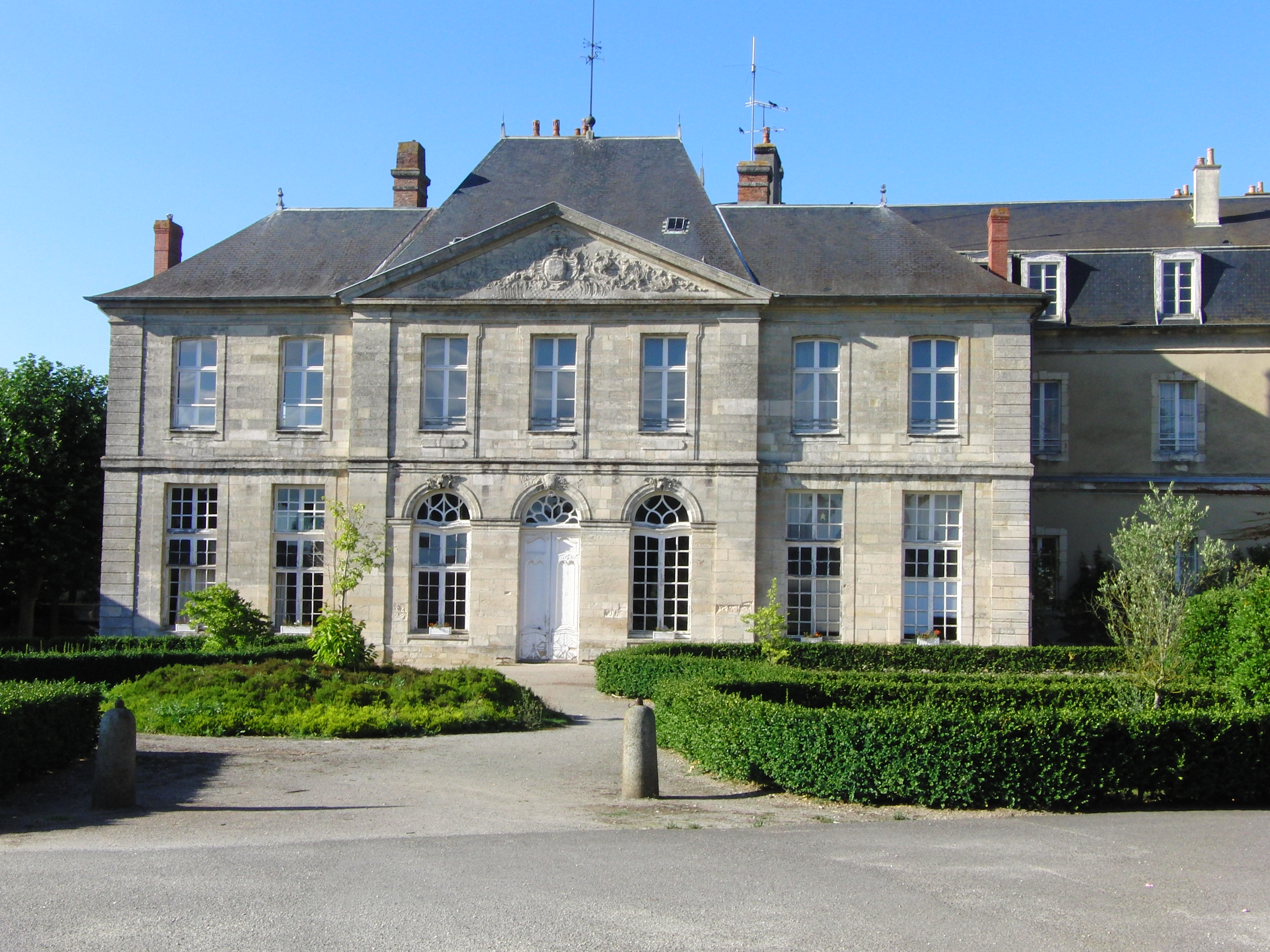
Abdij Saint-Martin
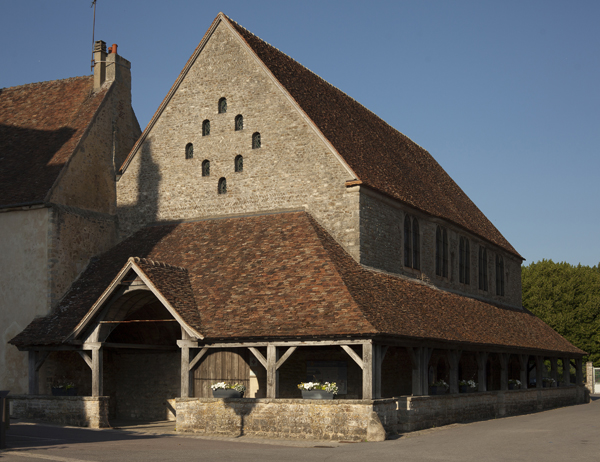
Chapelle canoniale

## Demografie
Onderstaande figuur toont het verloop van het inwonertal (bron: INSEE-tellingen).

## Verkeer en vervoer
In de gemeente staat het spoorstation Sées.
De autosnelwegen A28 en A88 kruisen in de gemeente.

## Geboren
- Nicolas-Jacques Conté (1755-1805), schilder en uitvinder